# Aloysius Zichem
Aloysius Ferdinandus Zichem, CSSR, (ur. 28 lutego 1933 w Paramaribo, zm. 13 listopada 2016 tamże) – holenderski ksiądz katolicki, biskup ordynariusz paramaribski w latach 1971-2003.

## Życiorys
Urodził się w 1933 r. w Paramaribo. Po ukończeniu studiów teologicznych otrzymał 14 sierpnia 1960 r. święcenia kapłańskie, wstępując do zakonu redemptorystów. Pracował następnie w parafiach na terenie Gujany Holenderskiej.
2 października 1969 r. został mianowany paramaribskim biskupem pomocniczym i biskupem tytularnym Fuerteventura. Jego konsekracja odbyła się 8 lutego 1970 r. w katedrze św. Piotra i św. Pawła w Paramaribo. Rok później po przejściu bpa Kuijpersa został mianowany nowym ordynariuszem diecezji. Ingres do katedry odbył się 24 października 1971 r.
1 stycznia 2003 r. dostał wylewu, przez co był niezdolny do dalszego sprawowania swoich funkcji w diecezji, więc złożył rezygnację 9 sierpnia 2003 r.